# Kanton Lille-Nord
Kanton Lille-Nord (francouzsky Canton de Lille-Nord) je francouzský kanton v departementu Nord v regionu Nord-Pas-de-Calais. Tvoří ho pouze severní část města Lille.